# Angara (raketfamilie)

Angara-reeks inclusief nog niet geplande optionele configuraties, 1.2, 1.2pp, A3, A5, A7

Angara is een reeks Russische draagraketten waarvan de eerste twee variant in de loop van 2022 na een serie testvluchten functioneel moet zijn. Het is het eerste volledig nieuwe Russische lanceersysteem dat sinds het Uiteenvallen van de Sovjet-Unie werd ontwikkeld. De ontwikkeling begon in 1992 maar werd door gebrek aan geld, politieke wil en meermaals veranderende plannen telkens vertraagd. De ontwikkeling en bouw zijn in handen van het staatsruimteonderzoeks- en productiecentrum Chroenitsjev. Het lanceersysteem is modulair van aard en ontworpen rondom de universele raketmodules (URM), rakettrappen waarvan er meerdere te koppelen zijn tot een multicore-raket. Met deze onderdelen kunnen draagraketten van onder in het mediumlift-spectrum tot halverwege het heavylift-spectrum worden geconfigureerd. Voorlopig zijn er twee Angara-configuraties gepland; de Angara 1.2 en de Angara A5.
De naam verwijst naar een rivier.

## Ontwerp

### URM-1
Een URM-1-trap wordt voortgestuwd door een NPO Energomasj RD-191 raketmotor, een afgeleide van de RD-170 met maar een verbrandingskamer en straalpijp, die op RP-1 (raketkerosine) en vloeibare zuurstof werkt volgens een gesloten verbrandingscyclus met een zuurstofrijke voorverbrander. De diameter van de URM-1 is 3,6 meter. De URM-1 kan als enkelvoudige booster, als als centrale booster en als zij-booster worden uitgevoerd.

### URM-2
De URM-2 is een upperstage die is uitgevoerd met een KB Chimavtomatika RD-0124A-motor. Deze is afgeleid van de RD-0124 upperstage-motor van de Sojoez. Op de Angara A5 heeft de URM-2 een diameter van 3,6 meter waarmee deze even breed is als de URM-1-eerste trap.

### Angara 1.2

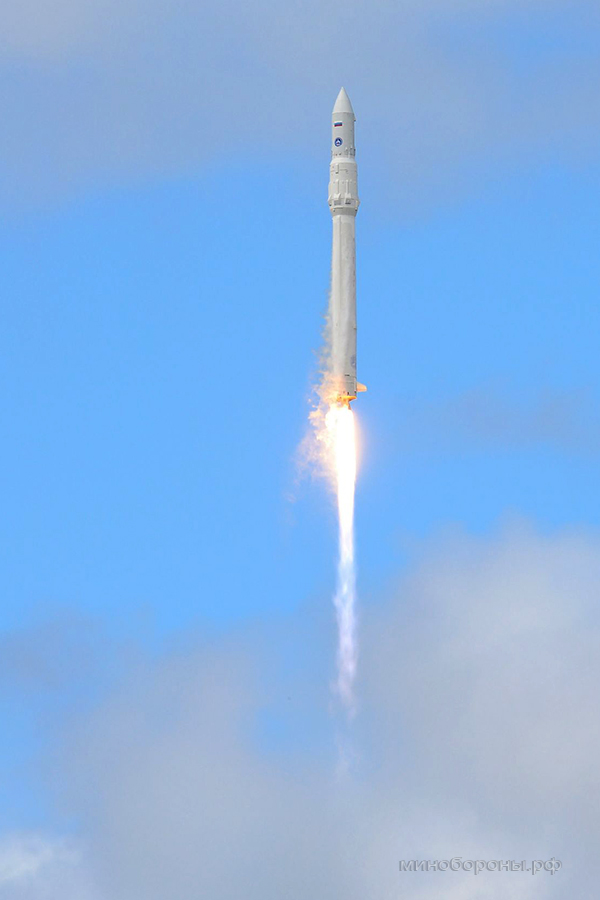
Angara 1.2pp, de eerste testvlucht van de Angara was een Angara 1.2 met de dikkere URM-2 als tweede trap

De Angara 1.2 bestaat uit een enkele URM-1 booster, de aangepaste versie van de Blok-I trap van de Sojoez 2.1B en 2.1V en eventueel een kleine kickstage. De raket kan tot 3800 kilogram in een lage baan om de Aarde brengen.
In 2014 werd eenmalig een prototype van de Angara 1.2 gelanceerd. De planning voor de toekomst van deze raket is anno november 2020 niet duidelijk.

### Angara A5

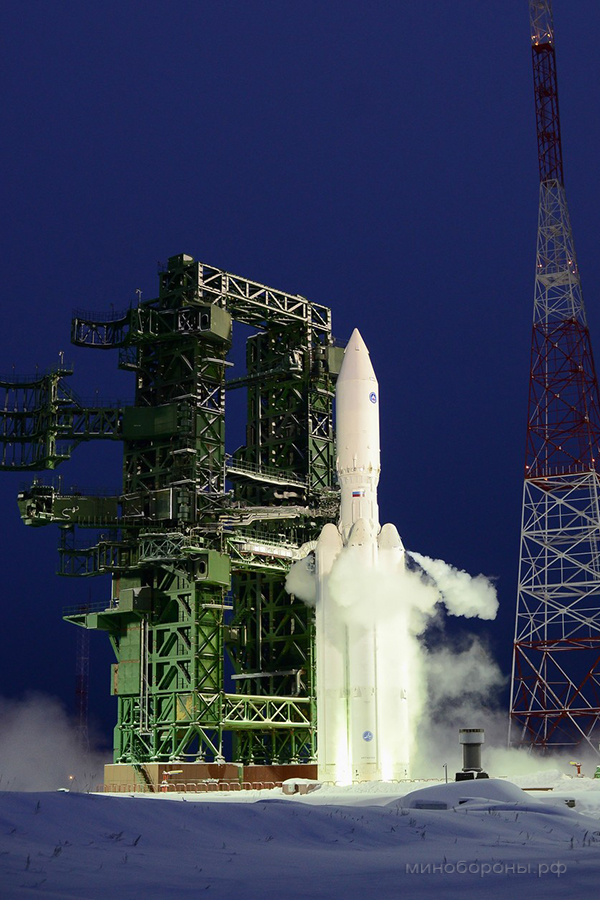
Angara A5 vlak voor testvlucht nr.1

De Angara A5 bestaat uit een URM-1-Centercore en vier URM-1-Aanhaakboosters. Bovenop de Centercore komt dan een URM-2 tweede trap en daar weer bovenop de neuskegel met daarin een Briz-M kickstage zoals die ook op de Proton wordt gebruikt. Deze raket vervangt vanaf 2024 of 2025 de Proton-M en wordt gelanceerd vanaf Kosmodroom Vostotsjny en Kosmodroom Plesetsk. De vrachtcapaciteit van deze heavylift-raket is 24500 kilogram naar een lage baan om de aarde (hoogte 200 km met een hellingshoek van 60 graden). Daarmee moet de Angara A5 gaan concurreren met de Ariane 6.4, de Vulcan en de Falcon 9 als ook de New Glenn en de Falcon Heavy hoewel die beduidend meer vrachtcapaciteit hebben.
Een voordeel van de Angara A5 ten opzichte van de Proton is dat de eerste en tweede trap niet de zeer giftige hypergole brandstoffen van de Proton gebruiken. Hierdoor is de Angara A5 ook vanuit Plesetsk te lanceren omdat er dan geen giftige rakettrappen in Canadese wateren of op Canadees grondgebied neerkomen. Ook is de neuskegel beduidend groter. Een lancering van een Angara A5 kost ongeveer 100 miljoen dollar. In 2024 moet een gemoderniseerde uitvoering, de Angara A5M op de markt komen.

### Testvluchten
In 2014 werden testlanceringen met een prototype van de Angara 1.2 en een prototype van de Angara A5 vanaf Kosmodroom Plesetsk uitgevoerd. Bij de 1.2 was de normaliter te gebruiken Blok-I upperstage vervangen door een URM-2 zoals die ook op de Angara A5 wordt gebruikt. Dit was gedaan om met die trap een aantal testdoelen te behalen. Na deze eerste testvluchten zou het nog tot augustus 2020 duren voor er een volgende A5 werd afgeleverd. Tijdens de eerste testvlucht van de Angara A5 was al begonnen met de bouw van twee volgende A5-test-raketten maar niet alle onderdelen waren al leverbaar. De tweede van drie testvluchten werd vanaf Kosmodroom Plesetsk gelanceerd op 14 december 2020. Daarbij werd een massasimulator gelanceerd. Voor 2021 had Roskosmos’ directeur Rogozin twee testvluchten aangekondigd; een in de Angara 1.2-configuratie en een in de Angara 5-configuratie. Die laatste vlucht vond in 2021 plaats op 27 december. De Angara 5 was met een nieuw type kickstage, de Persei uitgerust en moest een massasimulator rechtstreeks in een circulaire baan hoger dan een geostationaire baan brengen. Roskosmos noemde de missie een succes, maar andere kanalen berichtten dat de kickstage faalde toen deze de tweede van drie boosts zou starten en bijgevolg niet verder dan een lage baan om de Aarde kwam. Er wordt nog een testvlucht met een Persei-trap verwacht.
Op 29 april 2022 werd de eerste Angara met een echte vracht gelanceerd. Het betrof een Angara 1.2 die vanaf Plesetsk werd gelanceerd. De vracht was een militaire geheime satelliet.
Alle testvluchten werden gelanceerd vanaf lanceerplaats 35/1 van Kosmodroom Plesetsk

### (Nog) niet gepland
De krachtigste voorgestelde variant van de Angara bestaat uit zeven URM-1 trappen en twee gestapelde URM-2 trappen waarvan de onderste met meerdere motoren is uitgevoerd. Deze zou met een vrachtcapaciteit 38.000 kg naar een lage baan om de Aarde zeer krachtig zijn. Deze variant is voorlopig niet gepland. Ook een triple-core variant de Angara A3 is voorlopig niet gepland. Deze zou wat capaciteiten betreft vergelijkbaar zijn met de buitengebruik gestelde Zenit-raket en de toekomstige Irtysj-raket.

## Marketing
International Launch Services, een Amerikaans bedrijf in Russische handen dat de commerciële lanceringen van de Proton (en eerder ook de Amerikaanse Atlas en de Russisch-Oekraïense Zenit) uitvoert zal ook de commerciële lanceringen van de Angara voor zijn rekening nemen. Naast de Proton en de Angara is ILS sinds 2019 ook gemachtigd om commerciële Sojoez-lanceringen aan te bieden.

## Wetenswaardigheden
- De Angara is niet het enige nieuwe Russische lanceertuig in ontwikkeling. De Irtysj die eerder als Sojoez 5 werd ontwikkeld is een singlestick-raket die de reeds buiten gebruik gestelde Zenit vervangt. Ook deze grotere rakettrappen zouden op den duur tot multicore-raketten kunnen worden doorontwikkeld. De Angara A5 en de Irtysj zijn beiden genoemd als lanceertuig voor de nieuwe Russische bemanningscapsule Orjol. Net als de Angara is de Irtysj naar een rivier vernoemd.
- De RD-181-raketmotoren van de Antares-raket zijn grotendeels gelijk aan de RD-191 van de Angara, maar zijn op enkele punten aangepast naar Amerikaanse standaard.
- De Zuid-Koreaanse Naro-1 gebruikte een aangepaste URM-1-trap met een op de RD-191 gebaseerde motor; de RD-151 die feitelijk een afgevoerde versie van de RD-191 was.